# Teatro Lola Membrives
El Teatro Lola Membrives es uno de los teatros tradicionales de la Avenida Corrientes, en Buenos Aires (Argentina).

## Historia

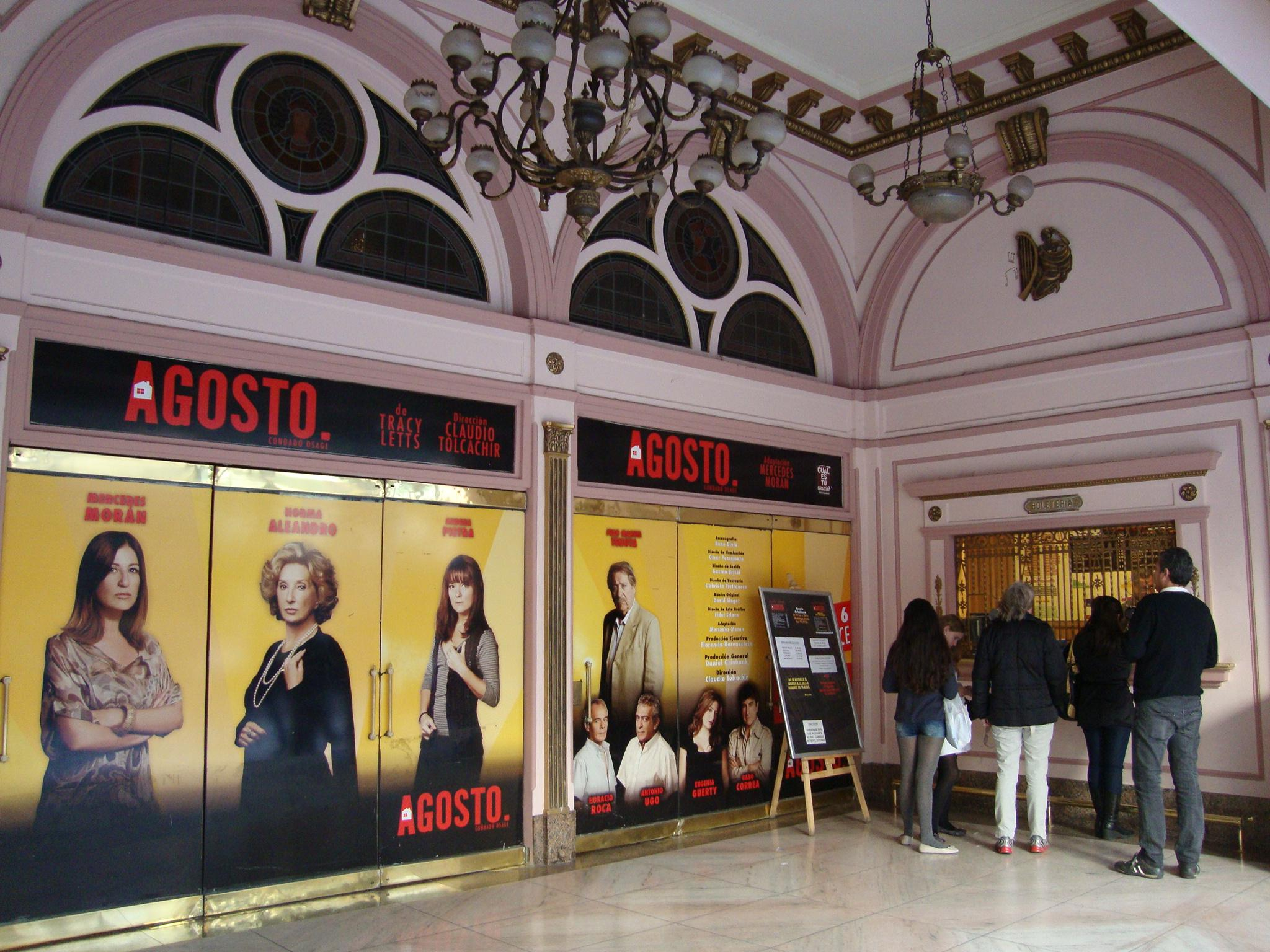
Boletería

En el espacio del actual "Lola Membrives" se había construido en 1914 el Teatro Smart Palace. Reformado en 1921, fue adquirido por Alberto Ballerini y Blanca Podestá, quienes luego cerraron el edificio para trasladarse a uno nuevo, en la vereda opuesta (actual Multiteatro). El viejo "Smart Palace" quedó sin uso, hasta que fue comprado, remodelado por el ingeniero civil Enquin e inaugurado con el nombre de "Cómico" el 6 de junio de 1927.
En los primeros años, el Teatro Cómico se dedicó a sainetes y comedias, aunque en 1932 Agustín Magaldi y su compañía sumaron el tango, y en 1934 tuvo su ciclo la Compañía "Los Cuatro Diablos" donde actuaba Tita Merello. En 1935 el teatro pasó a ser propiedad de Rey Sotelo y Núñez y se presentó la Compañía de Eva Franco, donde hizo sus primeras actuaciones en papeles menores Eva Duarte (conocida luego en toda la Argentina por ser la esposa del presidente Juan Domingo Perón).
Pero ya en 1936 el Teatro Cómico volvió a cambiar de manos, haciéndose cargo Juan Reforzo (esposo de la actriz Lola Membrives). En esta nueva etapa, actuarían Miguel de Molina, Conchita Piquer y Olinda Bozán, entre otros artistas. En 1943, Membrives tomó las riendas del establecimiento y estrenó de ahí en adelante sus obras en el "Cómico". Se conoce a esta como la época dorada del teatro, con ciclos exitosos a cargo de la compañía de Tito Lusiardo y Delia Codebó. Fue recién en 1949 que Reforzo y su mujer pudieron adquirir de forma definitiva el "Cómico".
Pero en enero de 1956, Membrives decidió dejar la Argentina, ya que era hostigada por simpatizar con el derrocado Perón, y se instaló en España. Con su posterior regreso, continuaron las temporadas de éxito para el teatro. En 1967, debutó la compañía de Ana María Campoy y José Cibrián.
Lola Membrives falleció en 1969, y su hijo Juan Reforzo quedó como propietario del Teatro Cómico, entrando rápidamente en sociedad el empresario Carlos Petit, ya que él decidió alejarse del mundo del espectáculo. En la siguiente década se destacaron entre los artistas Mirtha Legrand, Ernesto Bianco, Violeta Rivas (protagonizando La novicia rebelde) y Libertad Lamarque.
En octubre de 1977, el Cómico fue adquirido por los industriales Carlos y Lorenzo Spadone, quienes en diciembre de 1978 le impusieron el actual nombre de "Lola Membrives", aunque hasta el año 1982 la marquesina mantuvo su viejo cartel de neón, para que el público se fuera familiarizando. Soledad Silveyra y Sergio Renán protagonizaron la obra Gigí. En 1986 se estrenaron Sweet Charity y Sugar, con Susana Giménez, Ricardo Darín y Arturo Puig.
En 1990 debutaron los entonces desconocidos Midachi, y en 1993 se hizo la versión del clásico de Broadway Cats.
Para 1995, el "Lola Membrives" fue remodelado y modernizado en sus instalaciones, para estrenar en esa temporada El beso de la mujer araña, con Valeria Lynch, Juan Darthés y Aníbal Silveyra.
En la década del 2000, las obras que se presentaron en el teatro fueron: Tangox2; una segunda versión de Extraña pareja femenina, con Patricia Palmer y Catherine Fulop; Cuarteto, de Heiner Müller, con Víctor Laplace y Cristina Banegas; El prisionero de la segunda avenida, de Neil Simon, con Carlos Calvo y Soledad Silveyra; Extraña pareja (masculina), con Claudio García Satur y Arnaldo André; La cena de los tontos, con Guillermo Francella y Adrián Suar; Fausto, versión 3.0, de La Fura dels Baus; Frankenstein, el musical; El fantasma de Canterville, de Pepe Cibrián y Ángel Mahler; Los productores, de Mel Brooks, con Enrique Pinti y Guillermo Francella; la segunda versión de Sweet Charity, de Neil Simon, Kander y Ebb, con Florencia Peña y Nicolás Scarpino; The Pillowman, el drama de Martin McDonagh, con Pablo Echarri; Eva, el gran musical argentino, con Nacha Guevara; y en 2010 Agosto, Condado Osage, Norma Aleandro y Mercedes Morán.
En julio del 2016 el grupo pop argentino "Bandana" realiza una seguidilla de recitales anunciando su regreso. Hasta el 8 de julio llevan vendidas 12 funciones

## Arquitectura

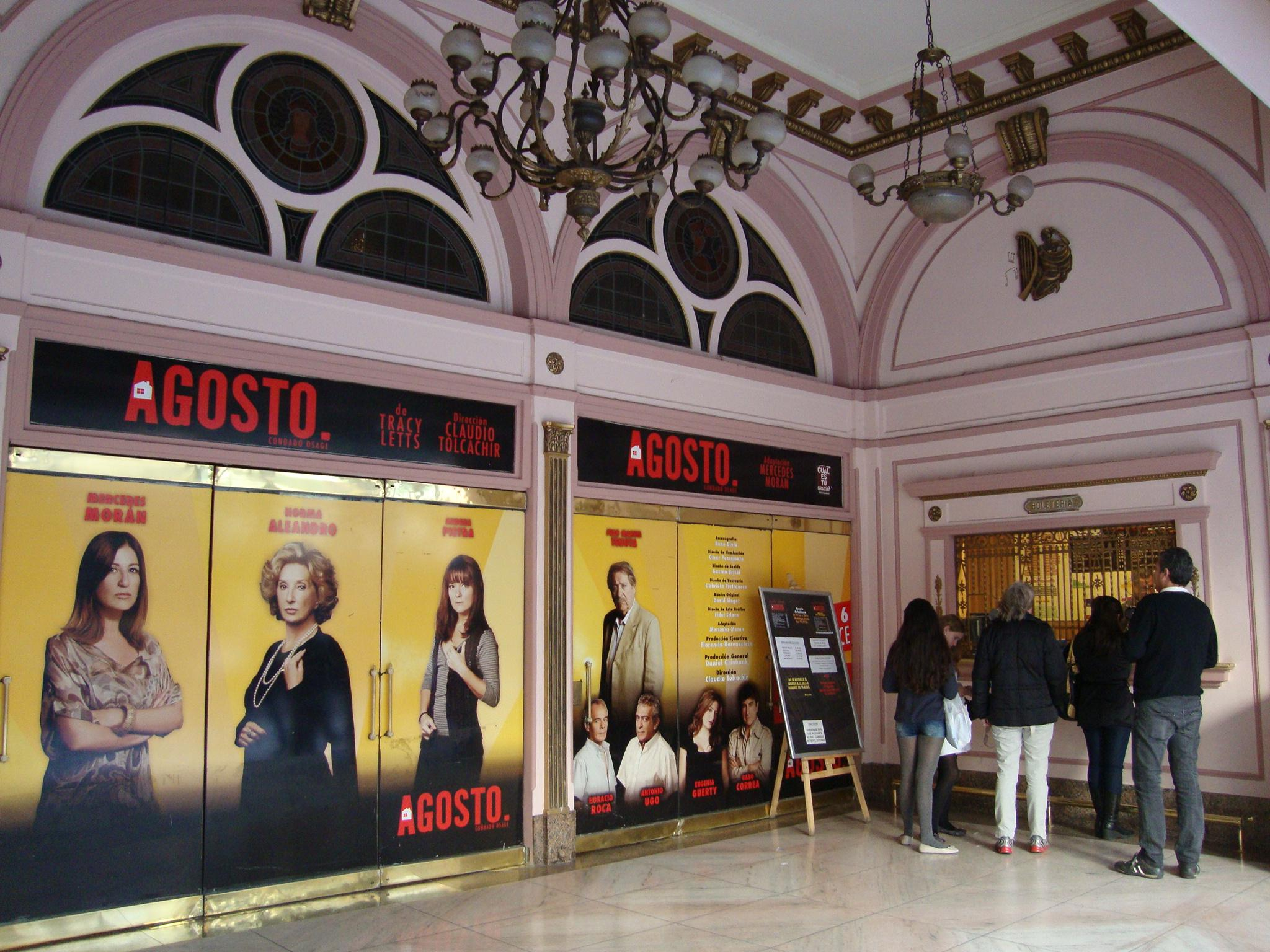
Vista parcial del acceso y la boletería.

El actual edificio del Teatro Lola Membrives presenta la particular estética que le brindó el ingeniero civil Alejandro Enquin. Es un edificio de planta baja y un piso superior, con la sala dispuesta en herradura como en los clásicos teatros, con tres bandejas de palcos. La fachada es de estilo neorrenacentista italiano, con tres ventanas con arcos de medio punto en el piso superior, decoradas con coloridos vitrales.
El hall de acceso también está profusamente ornamentado, y los pisos están revestidos en mármol, así como se conservan las antiguas taquillas (una de ellas sin uso). Uno de los espacios laterales fue vendido a un local de venta de discos musicales. Subiendo por escaleras laterales se accede al piso superior, que balconea a la planta baja. Todo el interior está revestido en distintos tipos de mármol, y las molduras y columnas están pintadas de dorado, así como se conservan las arañas luminosas originales, brindando un ambiente muy cargado y ostentoso.
De la misma forma, la sala posee una cúpula iluminada, y predomina el color rojo intenso de los asientos, junto con el ya mencionado dorado, que aquí aparece en distintos motivos que adornan los arcos de los palcos laterales, como las máscaras griegas de la Comedia y la Tragedia.